# 橋本喜助 (1889年生の実業家)
橋本 喜助（はしもと きすけ、前名・康之助、1889年〈明治22年〉11月17日 - 没年不明）は、日本の商人（足袋商、橋本喜助商店主）、資産家、埼玉県多額納税者、実業家。行田電灯社長。忍商業銀行、忍貯蓄銀行各取締役。族籍は埼玉県平民。

## 人物
埼玉県平民・橋本喜助 (1859年生の実業家)の二男、あるいは長男。橋本家は古くより埼玉県忍町（現行田市）に住し、代々足袋商を営み、先代喜助に至る。1891年、家督を相続し前名康之助を改め襲名する。
上京して早稲田実業学校に入り、1909年に卒業し、三井物産計算課員となる。病気のため職を辞し家に帰り、足袋製造業を営む。傍ら忍商業銀行、忍貯蓄銀行各取締役である。また行田電灯社長、岩山自動車興業、東京自動車興業各重役である。
貴族院多額納税者議員選挙の互選資格を有する。趣味は機械研究、自動車。宗教は真言宗。東京宅は東京市下谷区谷中清水町、住所は埼玉県北埼玉郡忍町。

## 家族・親族
橋本家
- 父・喜助[1]（1859年 - 1891年、足袋商、埼玉県会議員）
- 母・ます（1864年 - ?、須藤清七の姪）[2][4]
- 妻・花（1900年 - ?、東京士族、本多忠夫の三女）[3][10]
- 姉・まさ（1888年 - ?、東京、山中義信の妻）[4][10]
- 妹・あさ（1891年 - ?、東京、田村利七の三男・謹壽の妻）[4][10]
- 叔母・トク（1869年 - ?、東京、広部清兵衛の妻）[9][10]

親戚
- 須藤清七（群馬鉄道馬車・高崎水力電気各社長）
- 叔母の夫・広部清兵衛（広部銀行頭取、東京府多額納税者）
- 妻の父・本多忠夫（医学博士、海軍軍医総監）
- 姉の夫・山中義信（華南銀行副頭取・台湾電力理事）
- 妹の夫・田村謹壽（東京紡績取締役）